# Universo Espelho

Episódio "Mirror, Mirror" de Star Trek.

Universo Espelho é um universo paralelo fictício onde se passam as tramas de diversos episódios da série de TV, Star Trek. O primeiro episódio em que esse universo foi mostrado foi "Mirror, Mirror" na série original. Os personagens do Universo Espelho são geralmente os mesmos da continuidade "normal" de Star Trek (por exemplo, lá também existe um James T. Kirk e um Spock), mas suas personalidades são muito mais agressivas, desconfiados e oportunistas. Onde no Universo Star Trek mostra uma visão otimista do futuro onde se valoriza a paz e o entendimento, episódios passados no Universo espelho mostram que a Terra seguiu uma linha militar, cuja história é repleta de guerras e a compaixão é vista como fraqueza. Ao invés de uma Federação de Planetas Unidos temos um Império que foi construído ao custo de guerras, conquistas, escravos, mortes e traições.
Apesar do Universo Espelho ser muito mais sombrio e violento que o universo normal de Star Trek, alguns poucos personagens-espelho são mais amigáveis e dóceis que suas contrapartes "normais". Por exemplo, Quark-Espelho, coloca-se me risco para ajudar escravos foragidos conseguirem sua liberdade. E enquanto o Brunt "normal" é egocêntrico e faminto por poder, Brunt-Espelho é um Ferengi bondoso e atencioso.
Existem um número infinito de universos paralelos (como testemunhamos no episódio "Parallels" de Star Trek: The Next Generation). Entretanto, o Universo Espelho aparenta ser um universo paralelo "especial" que é de alguma forma particularmente ligado com o universo "normal", dada a facilidade com que os personagens conseguem viajar entre eles, o fato que personagens que acidentalmente trocam de universo sempre acabam lá (e personagens de lá acabam no universo "normal"), o fato que cada personagem fixo do universo "normal" tem uma contraparte no Universo Espelho a despeito de o quão divergentes possam ser as histórias dos universos (apesar da probabilidade de que as mesmas pessoas possam nascer e existir em ambos os universos seja infinitamente pequena). O Universo Espelho foi visitado em um episódio de Star Trek, cinco episódios de Star Trek: Deep Space Nine, e dois episódios de Star Trek: Enterprise, bem como em diversos livros de Star Trek e em pelo menos um jogo, Star Trek: Shattered Universe, que se passa inteiramente no Universo Espelho.
Personagens de cada universo se referem às suas contrapartes como "paralelos" ou "espelhos".

## Cronologia

### Enterprise

In a Mirror, Darkly, do seriado Enterprise.

Um episódio em duas partes de Star Trek: Enterprise, intitulado "In a Mirror, Darkly", introduz os primeiros acontecimentos do Universo Espelho.
Em 5 de abril de 2063, Zefram Cochrane conduziu seu vôo em dobra espacial, chamando a atenção de uma nave Vulcana que passava pelas proximidades da Terra, como foi mostrado nos eventos em Star Trek: Primeiro Contato. Entretanto, quando os vulcanos aterrissaram e fizeram sua pacífica apresentação, Cochrane matou o líder com uma arma que estava escondida, e então liderou a população da cidade a tomar a nave vulcana. O episódio "In a Mirror, Darkly", deixa subentendido que aquela nave vulcana era, ou foi assim interpretada pelos humanos, como a vanguarda de uma frota invasora. Enquanto alguns tomam esse fato como uma implicação de quando a história do Universo Espelho divergiu do Universo Padrão, a sequência de abertura especial deste episódio implica que a humanidade foi sempre uma espécie mais agressiva no Universo Espelho.
A maior parte das raças não-humanas tem uma base similar no Universo Espelho e a história humana difere antes ainda desse tempo; em "In a Mirror, Darkly," Phlox-Espelho comenta que a literatura clássica apresenta personagens fracos no Universo Star Trek, com uma possível exceção das palavras de William Shakespeare. Alguns fãs especulam que no Universo Star Trek, a tripulação da Enterprise-E estava lá durante o primeiro contato, e possa assim ter mudado a forma com que Cochrane respondeu aos Vulcanos quando estes aterrissaram. No Universo Espelho eles nunca interferiram, resultando que as ações de Cochrane foram dele mesmo, ou a tripulação da Enterprise-E do Universo Espelho o visitou e lhe revelou sobre o que deveria fazer com os vulcanos. No entanto, por diversas razões, parece que o Império Terran foi derrotado antes dos eventos de Star Trek: Primeiro Contato, então não deve haver uma Enterprise-E Espelho. A sequência de abertura para os episódios de Enterprise poderia ser interpretada como mostrando que a Terra era mais violenta muito antes dos eventos do Primeiro Contato ou a história da Terra-Espelho esteja sendo revisada, glorificando façanhas militares e conquistadores.

### A Série Original
A existência de realidades alternativas foi primeiramente estabelecida na Star Trek, no episódio "O Fator Alternativo". Neste episódio, a tripulação encontra um homem chamado Lázarus que demonstra alterações extremas de comportamento. Após algum tempo, se descobre que existem dois homens, um de um universo alternativo que era calmo e racional, e outro de nosso universo que era irracional. Ambos tinham uma nave que possuía a habilidade de enviar pessoas para outros universos. O Lázarus da realidade alternativa relata que existe um corredor entre os universos onde ele e sua contraparte podem se encontrar em segurança. Se eles se encontrarem fora do corredor, ambos os universos poderiam ser aniquilados devido ao contato entre matéria e anti-matéria. Lázarus arquitetou uma armadilha juntamente com o Capitão Kirk para que ele mesmo e o outro Lázarus ficassem presos para sempre no corredor com a destruição de sua nave por Kirk, bem como a destruição da nave do outro universo no mesmo momento. Assim, ambos, um racional e o outro insano, ficarão presos lá por toda a eternidade.
O Universo Espelho foi primeiramente apresentado no episódio "Mirror, Mirror" da série original Star Trek. Foi estabelecido que no Universo Espelho que a contraparte da Federação Unida de Planetas seria o brutal Império Terran, governado por humanos e seus aliados vulcanos. No Universo Espelho, o termo "Terran" é predominantemente usado para humanos. O Capitão Kirk-Espelho da Naves Estelar Imperial era um genocida, que foi promovido ao posto de Capitão ao assassinar o Capitão Christopher Pike.
Neste universo paralelo e maligno, Spock é barbado, como se fosse um irmão gêmeo maligno. O Universo Espelho foi utilizado por Don Lincoln, do Fermilab, para introduzir um artigo sobre Dimensões Paralelas (no original, Extra Dimensions).

### Deep Space Nine
O Universo Espelho foi revisitado posteriormente no episódio "Crossover" de Deep Space Nine, e gerou um arco que se expandiu até a temporada final, com um episódio passado no Universo Espelho por temporada.
Em Deep Space Nine, que se passa mais de 100 anos após o contato inicial com o Universo Espelho, é revelado que mudanças drásticas ocorreram no Universo Espelho, ironicamente, devido à interferência de Kirk do Universo Padrão. Antes de deixar o Universo Espelho, Kirk plantou a semente da dúvida na mente de Spock-Espelho sobre as táticas brutais do Império Terran. Kirk percebeu que Spock era um homem de honra em ambos os universos, e Spock-Espelho ouviu a incitação de Kirk por mudanças. O futuro de Spock-Espelho e o destino do Império Terran não é claro, apesar de alguns sugerirem que Kirk-Espelho foi assassinado. Spock-Espelho veio a se tornar Chefe de Estado do Império e introduziu muitas reformas populares que encerrou de forma ampla o domínio duro que o império exercia e em especial um vasto programa de desmilitarização. Entretanto, essas reformas acabaram se mostrando inoportunas.
Não se passou muito tempo, após sua desmilitarização, o Império travou contato com a Aliança. No Universo Espelho, a Aliança é um governo unificado entre Klingons e Cardassianos, presumivelmente governado pelo Imperador Klingon. A Aliança conquistou o despreparado Império Terran, terminando por escravizar os humanos e os vulcanos. Ironicamente, no Universo Espelho os bajorianos são aliados dos cardassianos.

### Discovery
No episódio intitulado "Despite Yourself", a Discovery salta para um local desconhecido, mas familiar. Devido aos vários saltos simultâneos o ten. Stamets entra em colapso impossibilitando o retorno para o universo original. O período no tempo do universo paralelo é o mesmo do original, ou seja, cerca de 100 anos após In a Mirror, Darkly. A tripulação tenta voltar para o seu próprio universo por descobrir como a USS Defiant chegou neste universo.
Logo abaixo temos uma lista de episódios que se passaram no Universo Espelho ou envolveram personagens daquele Universo, em ordem cronológica:
| Series | #   | Title                         | Overview |
| ------ | --- | ----------------------------- | --- |
| ENT    | 418 | "In a Mirror, Darkly"         | Archer-Espelho, Forrest-Espelho, e o resto da tripulação descobrem que uma nave vinda de 100 anos no futuro de um universo alternativo, a USS Defiant, viajou até o universo deles através de algum tipo de fenda no espaço-tempo. Todos os membros da tripulação, exceto o Capitão Forrest evacuaram a ISS Enterprise assim que foram atacados por Tholianos e subiram a bordo da Defiant. A Enterprise explode e sua tripulação transferida usa a nova tecnologia da Defiant para fugir dos Tholianos. Archer assume o posto de Forrest como Capitão.                                                                                                 |
| ENT    | 419 | "In a Mirror, Darkly Part II" | A tripulação da Enterprise Espelho encontra a Defiant em total desordem, com os corpos de sua antiga tripulação que mataram uns aos outros devido aos efeitos da interfase que causou psicose nos tripulantes. Os Tholianos usam escravos para saquear a nave. O capataz é um Gorn chamado Slar, que sabota a Defiant a mata alguns dos sobreviventes da ISS Enterprise. Archer-Espelho derrota Gorn, e então seus pensamentos se voltam para usar a poderosa Defiant para tomar o controle do Império Terran. Entretanto, é Hoshi Sato-Espelho quem realmente ameaça usar as armas da Defiant no Imperador e tomar seu lugar como Imperatriz da Terra. |
| TOS    | 204 | "Mirror, Mirror"              | Quantro membros da USS Enterprise trocam de lugar com suas contrapartes do universo Espelho e tentam voltar para casa evitando serem descobertos pela tripulação espelho da Enterprise. |
| TOS    | 309 | "The Tholian Web"             | A USS Defiant (NCC-1764) é presa em uma interfase no espaço tholiano e desaparece. Nota: Até "In a Mirror, Darkly" não havia uma conexão óbvia entre esse episódio e o Universo Espelho. Nenhum dos elementos do Universo Espelho são mostrados ou mencionados em parte alguma desse episódio. |
| DS9    | 223 | "Crossover"                   | Dr. Bashir e a Major Kira são transportados ao Universo Espelho 100 anos depois dos eventos de "Mirror, Mirror". Eles descobrem que o Império Terran foi tomado pela ALiança Klingon-Cardassiana-Bajoriana e que a humanidade foi escravizada. |
| DS9    | 319 | "Through the Looking Glass"   | O'Brien-Espelho sequestra Sisko e este deve fingir ser sua contraparte e tentar salvar a versão espelho de sua falecida esposa. |
| DS9    | 420 | "Shattered Mirror"            | Após Jennifer Sisko-Espelho sequestrar Jake, O Capitão Sisko deve viajar ao universo Espelho para resgatar seu filho. Enquanto isso, O'Brien-Espelho pede a Sisko que o ajude a prepara sua versão da Defiant para lutar contra a Aliança em uma batalha que pode significar a liberdade para a humanidade. |
| DS9    | 608 | "Resurrection"                | A versão espelho de Vedek Bareil aterrissa na DS9 assim que ele foge da Aliança. Sua verdadeira razão para estar no Universo Padrão é roubar o Orb Bajoriano da Profecia. Entretanto, antes que completasse sua missão, Kira o convence a mudar de ideia fazendo-o deixar o Orb para trás e retornar ao Universo Espelho com a contraparte de Kira. |
| DS9    | 712 | "The Emperor's New Cloak"     | Grande Nagus Zek, líder financeiro da Aliança Ferengi, é capturado e levado para o Universo Espelho como refém. Quark e Rom devem pagar como resgate um dispositivo de camiflagem para libertar Zek, mas o Regente Worf encarcera todos eles em sua missão de esmagar os rebeldes terráqueos. |